# Rhodopis vesper
Rhodopis vesper là một loài chim trong họ Chim ruồi.